# Walter Studer-Jermann

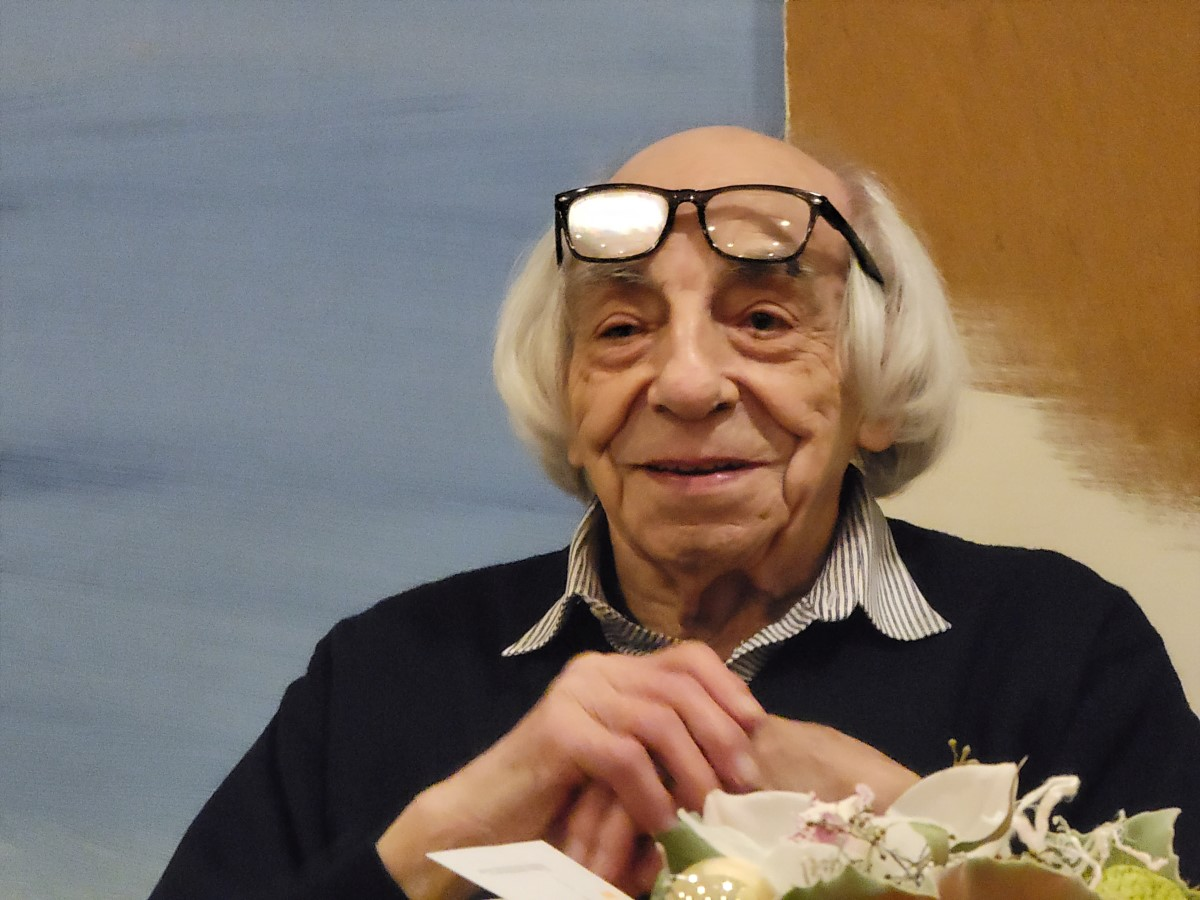
Walter Studer, Buchvernissage «Spätlese», AZB Breitenbach, 16. Dezember 2022

Walter Bruno Studer (* 2. Februar 1928 in Breitenbach, Kanton Solothurn, Schweiz; † 7. Januar 2025 ebenda) war ein Schweizer Elektroingenieur, Lokalhistoriker, Dorfchronist, Fotograf, Erfinder, Journalist und Schriftsteller. Er galt als das markanteste Dorforiginal des Bezirksorts Breitenbach im Bezirk Thierstein.

## Leben und Schaffen
Nach der Primar- und Bezirksschule im Heimatort Breitenbach absolvierte Walter Studer eine Mechanikerlehre und wurde unter anderem in der Firma Brac Formenbauer für Kunststoffe und Fabrikations-Chef. Er war an der Entwicklung und am Design von Haushaltsgeräten beteiligt und erfand für die Isola AG die dünnste Litze mit drei isolierten Innenkabeln (Panzerabwehrsystem  BANTAM). 1972 reichte er als erster ein Patent für eine Plastikuhr mit Batterieantrieb ein. Studer war verheiratet und hatte drei Kinder. Er war vier Jahre Mitglied des Gemeinde- und des Kirchenrats von Breitenbach. Studer wurde auch «Einstein des Thierstein» genannt und zeichnete sich durch ein breitgefächertes Interessengebiet aus. Er arbeitete im Archäologischen Dienst des Kantons Solothurn mit, hatte daneben aber auch Werbeauftritte als Einstein-Double für Firmen und im Fernsehen. Seit seiner Pensionierung häuften sich seine journalistischen, schriftstellerischen und fotografischen Arbeiten. Er hielt auch immer wieder Dia-Vorträge. Studer war auch ein begnadeter Erzähler, der das Publikum zu unterhalten wusste.
[1] Die bisherigen Kunststoffuhren hatten alle einen automatischen Antrieb (z.B. Flipper der Fortis AG).

## Bibliografie

### Selbständige Publikationen
- Auf einen kurzen Nenner gebracht. Aphorismen, Sprichwörter, Gedanken, gereifte Erfahrungen. Mit Illustrationen des Autors. Selbstverlag, Breitenbach 1982.
- Dr Seelespiegel. Aporismen, Gedanken, Zitate, Sprichwörter und Wortspielereien. Verlag Jeger-Moll, Breitenbach 1984.
- Laufentaler und Thiersteiner Schmunzelgeschichten. Mit Scherenschnitten von Ursula Vögtlin und einem Vorwort von Albin Fringeli. Verlag Jeger-Moll, Breitenbach 1990.
- Gedanken ohne Schranken. Gedichte und Fotos. Verlag Jeger-Moll, Breitenbach 1995.
- Laufentaler und Thiersteiner Schmunzelgeschichten. Band 2. Mit einem Vorwort von Landammann Peter Hänggi. Buchverlag Basler Zeitung, Basel 1995.
- mit Gertrud Huber-Brast: Das Wunder von Sachseln. Biografie der Ida Jeker aus Büsserach. Christiana-Verlag, Stein am Rhein 1998.
- Sagen, Legenden und Mythen aus und um Breitenbach. Mit Scherenschnitten von Ursula Vögtlin und einem Vorwort von Patrick Gassmann. Selbstverlag, Breitenbach 2002.
- Zwischen Wir, Du und Ich. Gedanken, Aphorismen, Zitate, Gedankenspitter, Heiteres, Lebensweisheiten, Wortspielereien. Mit Illustrationen von Ursula Vögtlin. Selbstverlag, Breitenbach 2006.
- Johreszyte. Poetisches Fotobrevier dur’s Johr dure. Mit einem Vorwort von Werner A. Gallusser. Selbstverlag, Breitenbach 2006.
- Mit Hunger und Durst zwischen Bangen und Hoffen. Das abenteuerliche und schicksalhafte Leben des Josef Strohmeier aus Büsserach. Nach autobiografischen Notizen von Josef Strohmeier. Selbstverlag, Breitenbach 2007.
- Breitenbach. Erinnerungen per Post. Selbstverlag, Breitenbach 2008.
- Kirche und Geistlichkeit von Breitenbach und ihre Ausstrahlungen. Mit einem Vorwort von Célestin Simbanduku. Selbstverlag, Breitenbach 2010.
- Durch Nacht zum Tag. Gedichte aus dem Schwarzbubenland. Bd. 1: Schriftsprache. Bd. 2: Mundart. Selbstverlag, Breitenbach 2013.
- Alle Jahre wieder, Weihnachten und Neujahr. Selbstverlag, Breitenbach 2017.
- Religion aus der Region. Selbstverlag, Breitenbach 2018.
- Spätlese. Selbstverlag, Breitenbach 2022.

### Publikationen in Sammelwerken (Auswahl)[3]
- Fotos zur Breitenbacher Informationsschrift, Gemeindeverwaltung Breitenbach, Breitenbach 1998.
- Die Geschichte des Bezirksspitals Breitenbach. In: Der Thierstein lebt. Aktionskomitee Pro Thierstein, Breitenbach 1999.
- als Hrsg.: Dornacher Schmunzelgeschichten. Band 3. Aufgeschrieben von Walter Studer. Selbstverlag des Herausgebers, Breitenbach 2000.
- Den Breitenbachern ein eigenes Dorfmuseum. Werbebroschüre, bebildert. Selbstverlag des Herausgebers, Breitenbach 2001.
- Fotos und Textbeiträge. In: Breitenbach. Ein Bildband zu Kultur und Geschichte. Verlag Jeger-Moll, Breitenbach 2002.
- Kindheitserinnerungen. In: Kindheiten. Petit-Lucelle Publishing House, Kleinlützel 2020.

### Publikationen in Periodika
- Diverse Artikel in folgenden Periodika: Dr Schwarzbueb, Baselbieter Heimatblätter, Laufentaler Jahrbuch, Jurablätter, Volksfreund, Nordschweiz, WochenBlatt für das Schwarzbubenland und das Laufental.

## Fernsehen
- Bsuech in Breitenbach SO, Schwarzbubenland. Dorf-Porträt mit musikalischen Einlagen. Walter Studer wird von Mariano Tschuor interviewt. SRF 1, 9. August 1994.
- SRF bi de Lüt aus Laufen. Dort: Sagen und Mythen aus der Region. SRF 1, 26. Juli 2009.

## Auszeichnungen
(Quelle: )
- Kulturpreis des Kantons Solothurn (1988)
- Creativauszeichnung, 4. Rang beim CardaFlex-Ideenwettbewerb (1988)
- Diplom des Verlags Jeger-Moll, Breitenbach, als Bestseller-Autor (1991)
- Preis des Lions-Club Laufental-Thierstein in Anerkennung der kulturellen Bemühungen zugunsten der Region (1996)
- Förderpreis der Raurachischen Geschichtsfreunde (1997)
- Ehrenmitgliedschaft des Industriemuseums Breitenbach (2024)